# 楊務廉
楊務廉（約西元8世紀人物，生卒年不詳），中國唐代著名工匠。

## 生平
楊務廉具有巧思，擅長營建宮殿樓臺。唐中宗時，主持長寧公主府、安樂公主府兩座豪宅倉庫的營建，並在長安城西為安樂公主建造定昆池，延袤數里，被皇帝特授為將作大匠一職，掌管宮廟、陵寢、宗廟等重要土木建築工程。因其精通宮殿樓臺之營建事宜而被提升，專門製造一些小球藝獻給唐中宗，唐朝宰相袁恕已擔憂唐中宗沉溺於奢侈、遊樂而不顧國政，數次彈劾楊務廉，袁恕己以「務廉居九卿，忠言嘉謨不聞，而專事營構以媚上」、「積有歲年，若言嘉謀，無足可紀，每宮室營構，必務其侈，若不斥之，何以廣昭聖德」的理由，使中宗將楊務廉貶為陵州刺史，並晉升袁恕己為中書令。後來因為貪贓數千萬而被免職。

## 經歷
被免職後，楊務廉上書皇帝，奏請在陝州三門峽開渠道。其開山鑿石，在懸崖上架設木棧道供牽夫行走，且溪流水勢湍急，所有雇用的民工皆不給予其工錢。若牽繩斷開、木棧道損壞，將使數十人死於此地，且楊務廉將這些民工的工錢作為糧食的花費，以頂替這些死者的數目。並註明若民夫逃走，他們的父老妻兒將會被囚禁。
對於拉船的牽夫，楊務廉則命令每個人前胸後背必須栓上兩個金屬砣子，一旦掉入了水中，百人之中也難存一人。
整個道路皆響著沉痛的悲鳴聲，聲音振動山谷之間，當時人們將楊務廉比喻為人妖，視為殘害百姓的惡吏。

## 軼事

### 刻木作僧
楊務廉技藝高超，能夠創造出巧妙的發明設計，其也造過機器人，不是用於歌舞或勸酒，而是用於討乞。曾經在沁州雕刻一個木僧人，其手上拿著木碗，能夠自動向人乞討布施。當手上的碗裝滿錢幣時，會自然地發出「布施」一聲。全沁州的民眾都競相前來觀看這個木僧人，為了想聽木僧人所發出的聲音，都放許多錢幣於木碗中。一天下來，可以乞討到幾千文錢。而沁州治所在今山西沁源縣，其將木偶做成一個化緣又會說話的和尚，也因此賺了不少錢財。

### 住宅
尚書左僕射舒國公韋巨源宅府東邊為陝州刺史劉希進、少府監楊務廉宅，而劉希進與楊務廉宅後隔巷還有人家，所以韋巨源、劉希進、楊務廉三宅當是在西門之內臨街而居，就居住在西街之北。而楊務廉宅第北邊當更有第宅，具體情況不可復知。

### 楊「行」廉與楊務廉
在李亢記載的《獨異志》中，提及四川一帶有一名工匠為楊行廉，亦曾刻木作僧，這個機器人在益州市進行乞討的動作，碗中滿五十文錢時，進而觸動機關，木僧會發出「布施」二字，並將錢傾倒於大型容器中。根據此記載，推測楊行廉與楊務廉可能為同一人，並為流浪於中國各地的民間藝人。